# Acraea sufferti
Acraea sufferti är en fjärilsart som beskrevs av Le Cerf 1927. Acraea sufferti ingår i släktet Acraea och familjen praktfjärilar. Inga underarter finns listade i Catalogue of Life.